# March 16–20, 1992
Albums de Uncle Tupelo
Still Feel Gone
(1991) Anodyne
(1993)
March 16–20, 1992 est le troisième album du groupe américain de country alternative Uncle Tupelo. Il est sorti en 1992 sous le label Rockville Records. Le titre vient de la période d'enregistrement de l'album, à savoir du 16 au 20 mars 1992. L'enregistrement est presque entièrement acoustique, l'album est composé à parts à peu près égales de chansons originales et de reprises de chansons folk traditionnelles. Il est produit par Peter Buck, guitariste de R.E.M.

## Chansons
| No  | Titre                                          | Durée      |
| --- | ---------------------------------------------- | ---------- |
| 1.  | Grindstone                                     | 3 min 16 s |
| 2.  | Coalminers                                     | 2 min 33 s |
| 3.  | Wait Up                                        | 2 min 9 s  |
| 4.  | Criminals                                      | 2 min 20 s |
| 5.  | Shaky Ground                                   | 2 min 49 s |
| 6.  | Satan, Your Kingdom Must Come Down             | 1 min 53 s |
| 7.  | Black Eye                                      | 2 min 19 s |
| 8.  | Moonshiner                                     | 4 min 23 s |
| 9.  | I Wish My Baby Was Born                        | 1 min 39 s |
| 10. | Atomic Power                                   | 1 min 51 s |
| 11. | Lilli Schull                                   | 5 min 15 s |
| 12. | Warfare                                        | 3 min 43 s |
| 13. | Fatal Wound                                    | 4 min 9 s  |
| 14. | Sandusky                                       | 3 min 43 s |
| 15. | Wipe The Clock                                 | 2 min 36 s |
| 16. | Take My Word (Bonus de l'édition 2003)         | 2 min 3 s  |
| 17. | Grindstone (Bonus de l'édition 2003)           | 3 min 55 s |
| 18. | Atomic Power (Bonus de l'édition 2003)         | 1 min 35 s |
| 19. | I Wanna Be Your Dog (Bonus de l'édition 2003)  | 3 min 50 s |
| 20. | Moonshiner (Bonus de l'édition 2003)           | 5 min 5 s  |
| 21. | The Walton's (Theme) (Bonus de l'édition 2003) | 1 min 13 s |

## Artistes et équipe technique

### Uncle Tupelo
- Jay Farrar – Basse, guitare, guitare à douze cordes, harmonica, chant.
- Mike Heidorn – Batterie, cymbales, Tambourin.
- Jeff Tweedy – Basse, guitare, guitare à douze cordes, chant.

### Autre musicien et équipe technique
- Brian Henneman – Banjo, bouzouki, guitare, mandoline.
- John Keane –  Banjo, basse, guitare, pedal steel guitar, ingénieur du son, mixage audio.
- Peter Buck – Producteur, feedback.
- David Barbe – Guitare, ingénieur du son.
- Andy Carlson – Violon.
- Brian Holmes et Billy Holmes – Accordéon.